# Eurotettix latus
Eurotettix latus är en insektsart som beskrevs av Cigliano 2007. Eurotettix latus ingår i släktet Eurotettix och familjen gräshoppor. Inga underarter finns listade i Catalogue of Life.